# 고석준
고석준(1980년 5월 6일 ~ )은 대한민국의 축구 선수이며 포지션은 센터백이다.